# Chrysoviridae
Chrysoviridae es una familia de virus que infectan a hongos. Tienen un genoma ARN bicatenario y por lo tanto se incluyen en el Grupo III de la Clasificación de Baltimore. Su nombre se deriva de la palabra griega "chrysos" que significa verde-amarillento. La familia incluye dos géneros y 25 especies.

## Descripción

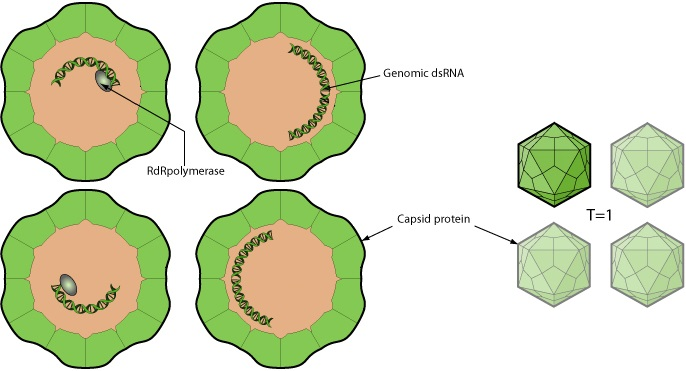
Conjunto de viriones Crysoviridae, cada uno de los cuales contiene un segmento del genoma. Modificado según SIB ViralZone.

Los virus de esta familia tienen cápsides con geometrías icosaédricas y simetría T = 1, T = 2. No poseen envoltura vírica. El diámetro ronda los 35-40 nm. Los genomas son lineales y segmentados, alrededor de 12,5 kbp de longitud. El genoma codifica 4 proteínas de función desconocida. 

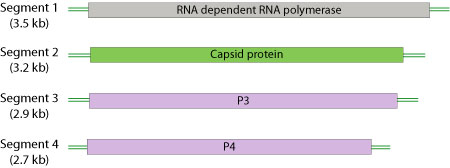
Mapa del genoma de la familia Chrysoviridae

El genoma tiene tres segmentos de ARN bicatenario. Todos tienen secuencias terminales extendidas altamente conservadas en ambos extremos.
Las rutas de trasmisión son por esporogénesis o anastomosis hifal.
La replicación viral se produce en el citoplasma. La entrada en la célula huésped se logra mediante la penetración en la célula huésped. La replicación sigue el modelo de replicación de los virus ARN bicatenario. La transcripción de los virus de ARN bicatenario es el método de transcripción. El virus sale de la célula huésped por movimiento de célula a célula. Los hongos sirven como huéspedes naturales.